# Campephaga flava
El oruguero hombroamarillo (Campephaga flava) es una especie de ave paseriforme de la familia Campephagidae que vive en África.

## Descripción

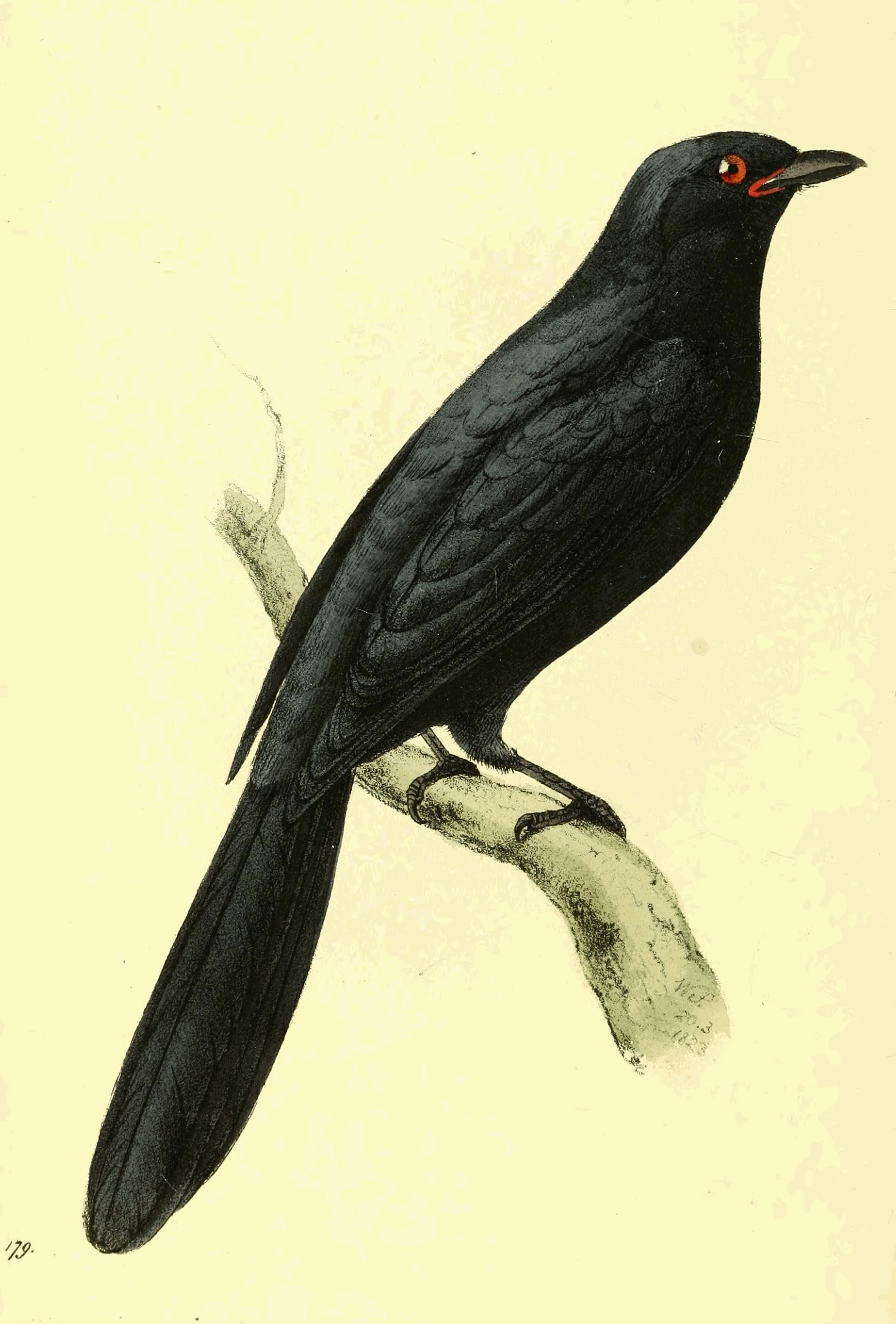
Dibujo de un macho.

Mide alrededor de 20 cm de largo. Presenta un gran dimorfismo sexual en el color de su plumaje. Los machos son totalmente negros, aunque algunos tienen una mancha amarilla en los hombros, mientras que las hembras tiene el cuerpo densamente listado en blanco y pardo oliváceo, con las plumas de las alas y cola negras con bordes amarillos. Además tienen una ancha lista oscura que cruza su rostro horizontalmente a través sus ojos.

## Distribución y hábitat
Se encuentra en las sabanas y zonas de matorral del África austral y suroriental, distribuido por Angola, Botsuana, Burundi, Etiopía, Kenia, Malaui, Mozambique, Namibia, República Democrática del Congo, Ruanda, Somalia, Sudáfrica, Sudán del Sur, Suazilandia, Tanzania, Uganda, Zambia y Zimbabue.